# Slottsfjelltunnel
Der Slottsfjelltunnel (norwegisch Slottsfjelltunnelen) ist ein 235 Meter langer ehemaliger Eisenbahntunnel, der heute als Straßentunnel durch das Slottsfjell in Tønsberg in der Provinz Vestfold in Norwegen führt.

## Geschichte

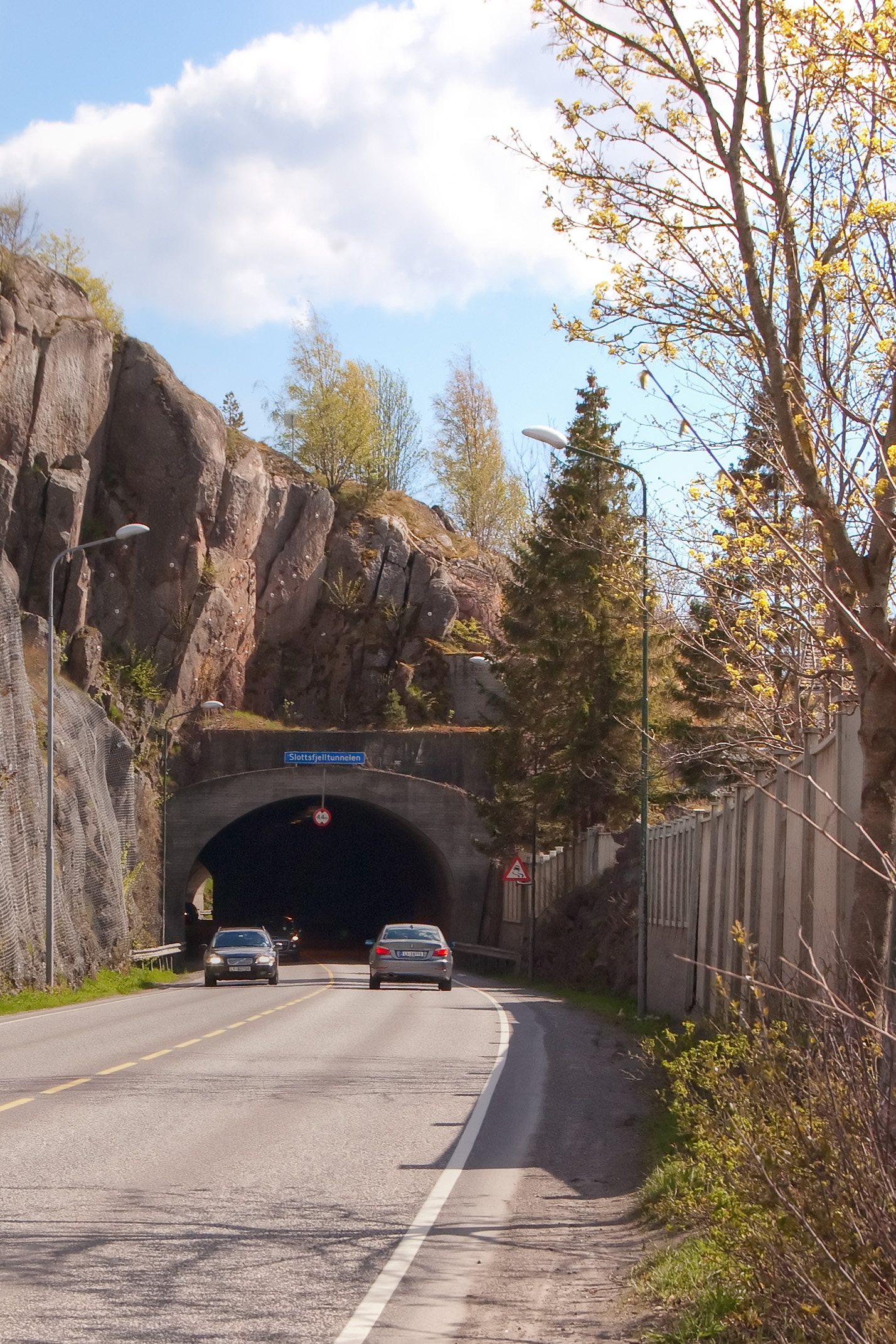
Nordportal

1881 wurde der Tunnel als Teil der Grevskapsbane erbaut. Der alte Bahnhof in Tønsberg war Endstation einer Stichstrecke von Larvik, die an der Anschlussstelle Jarlsberg points von der Strecke nach Drammen abzweigte. 1915 wurde der Bahnhof von Tønsberg nach Knapløkka weiter östlich in die Stadt verlegt. Die Strecke zum alten Bahnhof wurde ein Gleisanschluss der Bahnstrecke Tønsberg–Eidsfoss und verlor an Bedeutung.
Seit den 1970er Jahren ist der Tunnel Teil des ehemaligen Riksvei und heutigen Fylkesvei 308. Damit wurde eine Verbindung zwischen Tønsbergs ältestem Stadtteil Nordbyen entlang dem Tønsberg Fjord und der Storgata, an der die Tønsberg domkirke liegt, geschaffen.
Am 28. Juni 2012 wurde der Tunnel geschlossen und als Veranstaltungsort für ein Konzert von Grex Vocalis in Verbindung mit der Premiere des Stückes Aradia des Tønsberger Komponisten Martin Romberg genutzt.